# Sopwith Three-seater
El Sopwith Three-seater fue un avión británico diseñado y construido antes del inicio de la Primera Guerra Mundial. Uno de los primeros aviones construidos por Sopwith Aviation Company, fue operado tanto por el Real Servicio Aéreo Naval (RNAS) como por el Real Cuerpo Aéreo (RFC), y el RNAS lo utilizó brevemente sobre Bélgica después del inicio de la guerra.

## Diseño y desarrollo
En 1912, Thomas Sopwith, que había aprendido a volar durante 1910 y había fundado una escuela de vuelo en Brooklands, construyó un biplano de  configuración tractora utilizando las alas de un Wright Biplane y el fuselaje y la cola de un Coventry Ordnance Works Biplane, estando propulsado por un motor rotativo Gnome Gamma de 52 kW (70 hp). El avión resultante, conocido como Hybrid, voló por primera vez el 4 de julio de 1912.
El Hybrid fue reconstruido en octubre de 1912 y vendido al Almirantazgo británico, siendo entregado en noviembre de 1912. Cuando el Almirantazgo presentó más encargos de un biplano tractor mejorado basado en el diseño, Sopwith creó la Sopwith Aviation Company, con una fábrica en una pista de patinaje en desuso en Kingston upon Thames. El avión resultante, conocido como Three-Seat Tractor Biplane, Sopwith 80 hp Biplane, Sopwith D1, o Sopwith Tractor Biplane, voló el 7 de febrero de 1913 antes de ser exhibido en el International Aero Show en Olympia, Londres, inaugurado el 14 de febrero. Tenía alas de dos vanos, con control lateral mediante deformación del ala, y estaba propulsado por un motor rotativo Gnome Lambda de 60 kW (80 hp). Tenía dos cabinas, el piloto sentado en la de popa y los pasajeros sentados uno al lado del otro en la de proa. Se instalaron tres ventanas de celuloide transparente a cada lado del fuselaje para brindar una buena vista hacia abajo.
Sopwith retuvo un segundo avión como demostrador, que se utilizó para establecer varios récords de altitud británicos entre junio y julio de 1913. Se construyeron otros dos biplanos tractores para el RNAS, que se entregaron en agosto y septiembre de 1913, y el híbrido original se reconstruyó a un estándar similar. Tras las pruebas de un Tractor Biplane equipado con alerones en lugar de deformación alar para el control lateral, se encargaron nueve aviones más para el Real Cuerpo Aéreo (RFC) en septiembre de 1913.

## Historia operacional
El RFC recibió sus Three-seater entre noviembre de 1913 y marzo de 1914, y el primer ejemplar fue probado hasta su destrucción en la Royal Aircraft Factory de Farnborough, donde se determinó que la resistencia estructural era inadecuada. A pesar de esto, los ocho aviones restantes fueron entregados al 5.º Escuadrón de la RAF como biplazas. Dos de ellos quedaron destruidos en una fatal colisión en el aire el 12 de mayo de 1914, mientras que varios más se perdieron en accidentes antes del estallido de la Primera Guerra Mundial. El 5.º Escuadrón dejó sus Tractor Biplane restantes en Inglaterra cuando se desplegó en Francia en agosto de 1914, donde se utilizaron brevemente como entrenadores en la Escuela Central de Vuelo.
Los aviones del RNAS fueron entregados a estaciones de hidroaviones para permitir que continuaran los vuelos cuando las condiciones del mar no fueran adecuadas para la operación con los mismos. Al estallar la guerra, el RNAS también adquirió el avión de demostración de Sopwith. Tres Sopwith Tractor Biplane acompañaron al ala de Eastchurch de la RNAS cuando se desplegó en Bélgica, bajo el mando del comandante de ala C.R. Samson. Estos se utilizaron para realizar misiones de reconocimiento y bombardeo, intentando bombardear los cobertizos de Zeppelin en Düsseldorf el 23 de septiembre y líneas ferroviarias el 24 de septiembre, y fueron retirados del servicio en octubre. El RNAS también utilizó Sopwith Tractor Biplane en tareas de patrulla desde Great Yarmouth, uno de los cuales permaneció en uso hasta noviembre de 1915.

## Operadores
Reino Unido
- Real Cuerpo Aéreo [16]
- Real Servicio Aéreo Naval

## Especificaciones (Gnome de 80 hp)
Referencia datos: Sopwith-The Man and his Aircraft.

### Características generales
- Tripulación: Uno (piloto)
- Capacidad: 3 pasajeros[18]
- Longitud: 9 m (29,5 ft)
- Envergadura: 12,2 m (40 ft)
- Superficie alar: 36,9 m² (397,2 ft²)
- Peso vacío: 481 kg (1060,1 lb)
- Peso cargado: 821 kg (1809,5 lb)
- Planta motriz: 1× motor rotativo de 7 cilindros refrigerado por aire Gnome Lambda.
  - Potencia: 60 kW (83 HP; 82 CV)
- Hélices: 2600D Chauviere bipala
- Diámetro de la hélice: 2,59 m[18]

### Rendimiento
- Velocidad máxima operativa (Vno): 119 km/h (74 MPH; 64 kt)
- Alcance: 2,5 h
- Techo de vuelo: 3900 m (12 795 ft) [18] con un pasajero
- Tiempo a altitud: 2,5 min para 300 m (1000 pies)